# Trilogy (Yngwie Malmsteen-album)
Trilogy är Yngwie Malmsteens tredje album som soloartist, utgivet 1986.
Albumet går i samma stil som föregångaren Marching Out: Power metal med influenser från barockmusiken.

## Låtlista
1. "You Don't Remember, I'll Never Forget" – 4:29
2. "Liar" – 4:07
3. "Queen In Love" – 4:02
4. "Crying" – 5:01
5. "Fury" – 3:54
6. "Fire" – 4:09
7. "Magic Mirror" – 3:51
8. "Dark Ages" – 3:54
9. "Trilogy Suite Op:5" – 7:13

## Bandmedlemmar
- Yngwie Malmsteen - Elgitarr, akustisk gitarr, elbas
- Jens Johansson - Synthesizer, piano
- Mark Boals - Sång
- Anders Johansson - Trummor